# Escina
L'escina è una mistura di saponine, sostanze dotate di attività antinfiammatoria, vasoprotettrice e vasocostrittrice. Viene estratta dall'ippocastano (Aesculus hippocastanum) e successivamente purificata per essere adatta all'uso orale e per via endovenosa.
La β-escina in particolar modo è considerata la molecola principale responsabile degli effetti vasoprotettori. In Italia viene venduta dalla società Istituto biochimico italiano Giovanni Lorenzini con il nome commerciale di Edevexin, nella forma di soluzione per infusione endovenosa alla concentrazione di 1 mg/ml e di compresse rivestite contenenti 40 mg di principio attivo.

## Farmacodinamica
L'attività dell'escina sembra essere soprattutto rivolta all'induzione della sintesi dell'ossido nitrico endoteliale rendendo le cellule endoteliali più permeabili al calcio, inducendo anche il rilascio di prostaglandina F2α.

## Farmacocinetica
A seguito di somministrazione per via orale il composto viene adeguatamente assorbito dal tratto gastroenterico. Nell'organismo il farmaco viene eliminato rapidamente e prevalentemente per via biliare (66%) e per la quota restante attraverso le urine. Non sono noti fenomeni di accumulo.

## Tossicologia
Studi sperimentali hanno messo in evidenza che l'escina non determina effetti lesivi a carico della tonaca intima venosa o della mucosa gastrica. Il composto è privo di effetti teratogeni o embriotossici.

## Usi clinici
Il farmaco trova indicazione nel trattamento di diversi stati di fragilità capillare, in particolare in caso di presenza di macchie emorragiche, petecchie, ecchimosi ed ematomi, specialmente sul viso e sugli arti. È stato anche utilizzato nel trattamento della malattia emorroidaria sia per via rettale sia come crema per applicazione topica.
La somministrazione per via endovenosa viene spesso riservata alla prevenzione ed al trattamento dell'edema postoperatorio.

## Effetti collaterali e indesiderati
Nel corso del trattamento con escina sono stati segnalati disturbi del tratto gastrointestinale (dispepsia, nausea, vomito, diarrea, malessere e dolore addominale) e del sistema nervoso (cefalea e vertigini). Possibili anche disturbi della cute e reazioni di ipersensibilità (prurito, rash cutaneo, dermatite ed eczema, eritema multiforme, gravi reazioni allergiche talvolta associate a ipotensione arteriosa ed edema della laringe).

## Controindicazioni
Il farmaco è controindicato nei soggetti con ipersensibilità nota al principio attivo oppure ad uno qualsiasi degli eccipienti utilizzati nella forma farmaceutica. È inoltre controindicato nei soggetti affetti da insufficienza renale, pregressi disturbi emolitici, edemi generalizzati di origine cardiaca o renale.

## Dosi terapeutiche
Nei soggetti adulti e in caso di terapia di attacco viene consigliata l'assunzione di 40 mg (pari a 1 compressa), tre volte al giorno. 
Il trattamento di mantenimento si basa sull'assunzione di 40 mg una o due volte al giorno, preferibilmente dopo i pasti.